# Continental-Hotel (Mariupol)

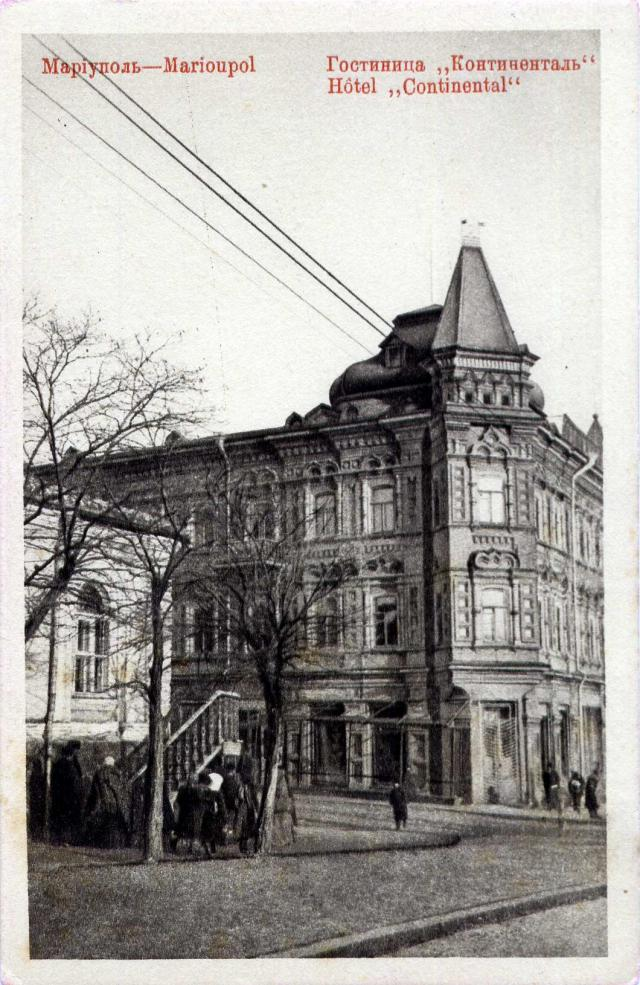
Continental-Hotel (vor 1917)

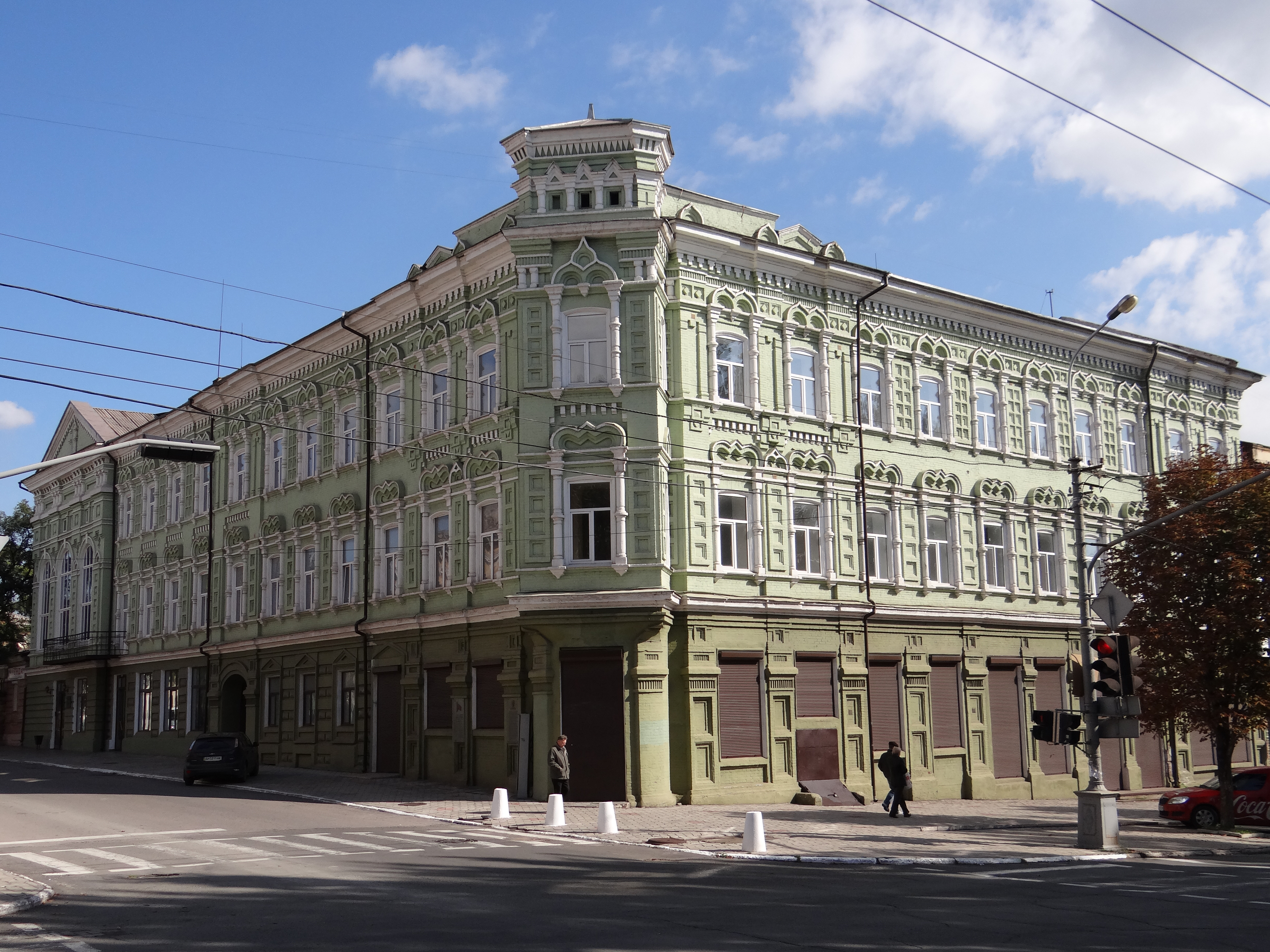
Kulturhaus von Asow-Stahl (2013)

Das denkmalgeschützte Gebäude des Continental-Hotels (ukrainisch Готель Континенталь, russisch Отель Континенталь) befindet sich in der Charalambosstraße 17 sowie der Friedensallee 25 im ukrainischen Mariupol.

## Geschichte
Das ehemalige Hotel steht an der Ecke der Friedensallee zur Charalambosstraße, die nach dem Heiligen Charalambos benannt wurde. Das historische Gebäude wurde in zwei Bauphasen (1887–1897 und 1910) vermutlich nach Entwürfen des Architekten Fjodor Ossipowitsch Schechtel für den Bauherrn und Eigentümer V. Tommaso erbaut.
Die erste Bauphase begann vermutlich 1895 und endete 1897. Das Hotel besaß damals noch keinen nördlichen Anbau und hatte 30 lediglich Zimmer. Ab 1898 erhielt das Hotel auch eine elektrische Beleuchtung. Da das Gebäude mit dem ersten Dieselgenerator der Stadt betrieben wurde, richtete man im Keller auch eine Druckerei ein. Die örtliche Versammlung der Kaufmannschaft wurde aufgrund des Platzes im großen Saal in diesen verlegt, so dass es sich schnell zu einem Zentrum des kulturellen Lebens der Stadt entwickelte, in dem Vorträge und Literaturkreise, Feste und Versammlungen stattfanden. Danach wurde das Gebäude mit einem Neubau – dem sogenannten Theater, zwei Foyers und einer Technikabteilung – fertiggestellt. Der Erweiterungsbau heißt offiziell „Continental Concert Hall“. Diese zweite Bauphase endete um 1910. Der erste Stock des Gebäudes wurde zu einem gutbürgerlichen Restaurant umgebaut, der Konzertsaal befand sich im Obergeschoss.
Nach der Oktoberrevolution wurde das Luxushotel enteignet und im Jahr 1920 zur Kommandozentrale der Seestreitkräfte umgewandelt. 1929 wurde es zum Palast der Arbeit (russisch Дворец труда), in dem die Gewerkschaften und die Zentrale Arbeitergenossenschaft (russisch Центральный рабочий кооператив) unterkamen, 1933 zum Kulturpalast des Metallurgischen Kombinats Asow-Stahl (russisch Дворец культуры завода Азовсталь), einer Kultur-, Bildungs- und Freizeiteinrichtung, dessen Erdgeschoss einen Lebensmittelgeschäft beherbergte. Zudem wurde eine Turnhalle eingerichtet. Im Zweiten Weltkrieg wurde das Gebäude schwer beschädigt, nachdem die deutschen Besatzer es in Brand gesetzt hatten. Die Wiedereröffnung als Kulturpalast von Asow-Stahl erfolgte am 7. November 1946. Zudem befand sich im ehemaligen Hotel in den Jahren von 1963 bis 2010 eine gastronomische Einrichtung sowie ein Kunststudio, dass bekannte ukrainische Künstler ausbildete. Die Stadt erwarb das Gebäude und richtete den Jugendkulturpalast (russisch Дворец культуры Молодежный) ein.
Während des Donbasskrieges diente es zwischenzeitlich als Sitz der Stadtregierung, nachdem das Rathaus durch Kampfhandlungen schwer beschädigt worden ist. Im Jahr 2019 erfolgte im Hotelgebäude die Einrichtung eines Kunstmuseums, dem Zentrum für zeitgenössische Kunst „Hotel Continental“ (russisch Центр современного искусства «Гостиница Континенталь»). In der Folge wurden dort mehrere Festivals veranstaltet, darunter das Gogolfest und Teile des Festivals Theatralisches Mariupol (russisch Мариуполь театральный). Im Januar 2022 wurde die Sanierung der Fassade beschlossen, allerdings begann kurz darauf die Belagerung von Mariupol.
Das ehemalige Hotel wurde während des Russischen Überfalls auf die Ukraine im Frühjahr 2022 zu einem der sechs Schutzräume der Stadt – neben dem Dramatheater, der Kunstschule, der Philharmonie, dem Kulturzentrum «Liwobereschna» und dem Kulturpalast «Tschajka» – bestimmt. Zudem wurde der Keller zum Lagerraum umgebaut. Im Verlauf der Belagerung von Mariupol wurde es schwer beschädigt und brannte aus, wobei auch das Dach komplett zerstört wurde.

## Baubeschreibung
Das dreigeschossige Gebäude befindet sich in Ecklage und besitzt einen als Risalit gestalteten Eckturm, welcher früher durch eine herausragende Haube zusätzlich betont wurde. Hinter diesem Turm befand sich früher zudem eine Zwiebelhaube, auf dem Dach verschiedenartige Gauben, in den Frontfassaden mehrere Balkone sowie in der Südwestecke des Gebäudekomplexes ein weiterer Dachturm. Die Fassade des Backsteinbaus ist von zahlreichen Elementen – wie Rustizierungen, Säulen, einem angedeuteten Architrav oder auch Archivolten – geprägt, die typisch für ein Gebäude der neorussischen Architektur sind, das hier trotz seiner verschiedenen Bauphasen einheitlich wirkt. Einzig der nördliche Anbau weicht mit seinem Dreiecksgiebel von der Gestaltung ab. Durch die etagenweise unterschiedlich gestalteten Fenstereinfassungen, Gesimse und einen Fries wird die horizontale Gliederung des Bauwerks stark betont. Das Gebäude besitzt drei Kellergeschosse.

## Besondere Ereignisse
- Am 20. Oktober 1905 wurde ein Demonstrationszug der Schwarzen Hundertschaften vom Hotel aus beschossen. Dies wurde den Juden der Stadt angelastet und es kam zu einem mehrtägigen Judenpogrom mit 21 Toten.[3][13]
- Am 30. Dezember 1917 wurde das Hotel gestürmt, weil dort 200 Hajdamaken untergebracht waren, die die Lage nach der Februarrevolution 1917 befrieden sollten. Sie wurden besiegt und gezwungen, ihre Waffen niederzulegen, so dass die Bolschewiki die Oberhand behielten.[2]